# هوراس بي كاربنتر
هوراس بي كاربنتر (بالإنجليزية: Horace B. Carpenter)‏ مواليد 31 يناير 1875 في غراند رابيدز، الولايات المتحدة - الوفاة 21 مايو 1945 في هوليوود، كاليفورنيا، الولايات المتحدة، هو ممثل ومخرج وكاتب سيناريو أمريكي بدأ مسيرته الفنية سنة 1914. شارك في قرابة 334 فيلما. امتدت مسيرته الفنية لأكثر من 31 عاما. من أعماله المهرج.

## روابط خارجية
- هوراس بي كاربنتر على موقع IMDb (الإنجليزية)
- هوراس بي كاربنتر على موقع ألو سيني (الفرنسية)
- هوراس بي كاربنتر على موقع أول موفي (الإنجليزية)
- هوراس بي كاربنتر على موقع قاعدة بيانات الأفلام السويدية (السويدية)
- هوراس بي كاربنتر على موقع قاعدة بيانات الفيلم (الإنجليزية)
- هوراس بي كاربنتر على موقع كينوبويسك (الروسية)